# Stiftung Historisches Armeematerial Führungsunterstützung

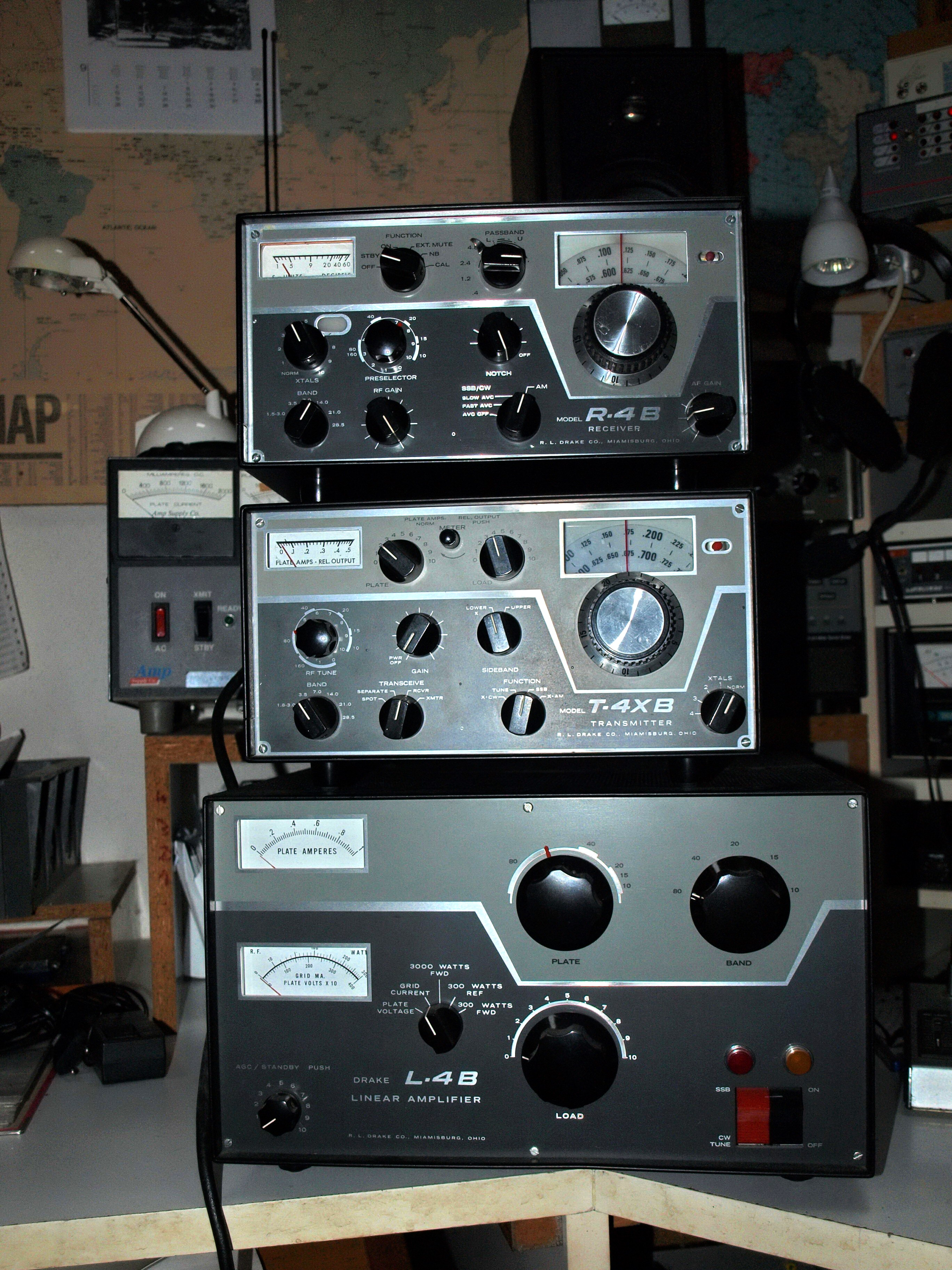
Eine historische Drake-Sende-Empfangsanlage des früheren Botschaftsfunks

Die Stiftung Historisches Armeematerial Führungsunterstützung (Stiftung HAMFU) betreibt das Sammlungszentrum Uster mit dem Thema Kommunikationstechnik und Führungsunterstützung. Die Sammlung zeigt die Geschichte des Einsatzes und der Technik der Kommunikationsmittel der Schweizer Armee. Das Motto der Stiftung ist: Sammeln – Bewahren – Erforschen – Vermitteln.
Das Zentrum verfügt über eine Sammlung von 15 '000 Objekten aus dem Zeitraum von 1875 bis 2000. Es sind dies Signalmittel, Geräte und Systeme aus den Bereichen Telefonie, Telegrafie, Morsetechnik, Funk, Fernmeldetechnik, der Informationstechnologie und eine Sammlung von 50 authentisch ausgerüsteten Übermittlungsfahrzeugen. Das integrierte Archiv dient der Objektforschung.
Das Zentrum und die Sammlung gehören der Eidgenossenschaft. Das Sammlungszentrum Uster ist eines von drei Materialkompetenzzentren des VBS im Bereich des historischen Armeematerials. Das Sammlungszentrum ist im Rahmen von Besucherführungen zugänglich.